# Hypericum hyssopifolium
Hypericum hyssopifolium är en johannesörtsväxtart som beskrevs av Dominique Chaix. Hypericum hyssopifolium ingår i släktet johannesörter, och familjen johannesörtsväxter. Inga underarter finns listade i Catalogue of Life.